# Dolmens du Masneuf
Les dolmens du Masneuf sont deux dolmens situés à La Chapelle-Saint-Martial dans le département français de la Creuse.

## Protection
Les dolmens ont fait l'objet d'une fouille de sauvetage. Ils sont inscrits au titre des monuments historiques en 1988,.

## Description
Les deux dolmens sont distants d'environ 200 m. Le dolmen n°1 est ruiné. La table de couverture est brisée et comporte des traces de débitage par les carriers, les orthostates ont été malmenés. L'édifice a été utilisé comme abri à l'époque contemporaine. C'est un dolmen simple qui ouvre à l'est. La fouille de sauvetage a démontré que les piliers avaient été installés et calés dans des fissures du sous-sol rocheux. Le matériel archéologique découvert comprend des éclats de silex, un fragment de pointe de flèche et des tessons d'une poterie épaisse rouge, noire et grise.
Le dolmen n°2 a perdu sa table de couverture mais il conserve trois orthostates d'environ 1,50 m de hauteur délimitant une chambre funéraire de 1,50 m de long sur 1,30 m de large. Le matériel archéologique découvert comprend de nombreux éclats de silex et de quartz et des tessons de céramique.